# Reiner Fu
Reiner Fu (* in Niedersachsen) ist ein deutscher Jurist. Er ist seit dem 29. April 2021 Richter am Bundesfinanzhof.

## Leben und Wirken
Fu trat nach Abschluss seiner juristischen Ausbildung 1998 in den Justizdienst des Landes Niedersachsen ein und war zunächst Staatsanwalt im Oberlandesgerichtsbezirk Braunschweig. 1999 wechselte er in den Dienst der Hamburgischen Steuerverwaltung. Dort war er an mehreren Finanzämtern der Freien und Hansestadt Hamburg als Sachgebietsleiter und Hauptsachgebietsleiter tätig. Während dieser Zeit unterrichtete er an der Fachhochschule für Öffentliche Verwaltung in Hamburg im Fachbereich Finanzen. 2005 nahm er seine Tätigkeit als Richter beim Finanzgericht Hamburg auf. Fu wurde 1996 mit der Dissertation „Die stille Gesellschaft im internationalen Steuerrecht aus deutscher Sicht“ an der Georg-August-Universität Göttingen promoviert.
Das Präsidium des Bundesfinanzhofs wies Fu dem im Wesentlichen für Umsatzsteuer zuständigen V. Senat zu.